# Alambique

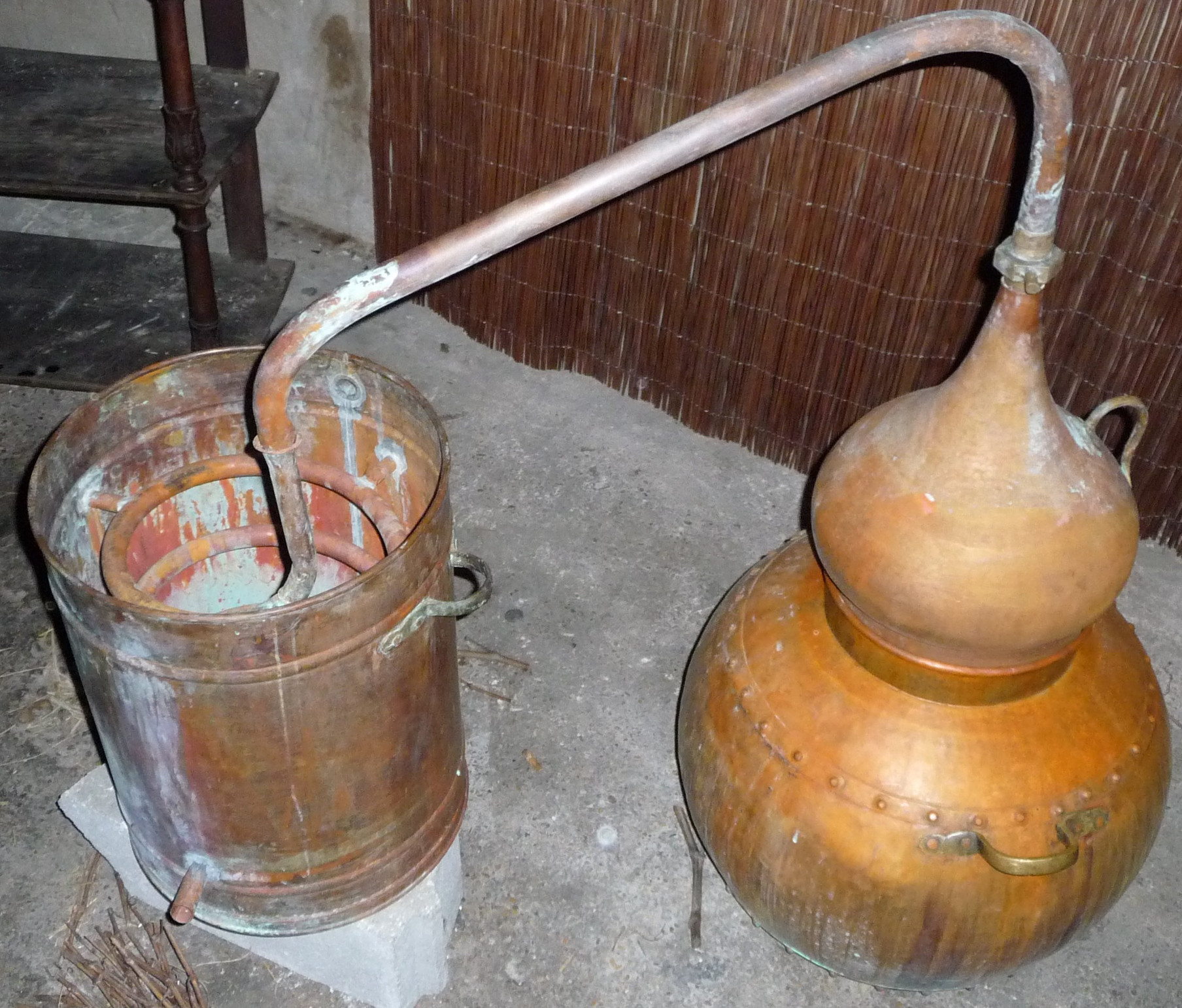
Alambique

Esquema de un alambique

El alambique (del árabe al-inbīq الأنبيق, del griego ambix ἄμβιξ, ‘copa’) o alquitara (del árabe al-qaṭṭārah القطارة, ‘la que destila’) es un aparato utilizado para la destilación de líquidos mediante un proceso de evaporación por calentamiento y posterior condensación por enfriamiento. Antiguamente se usaba para producir perfumes, medicinas y extraer el alcohol procedente de frutas fermentadas. 
El alambique de Dioscórides (40-90 a. C.) (descrito en De materia medica, 50-70 a. C.) era una tapa con forma de casco que se colocaba sobre el líquido en ebullición y servía para recuperar el mercurio condensado. Para Ateneo (c. 225 a. C.) era una botella o frasco. Para otros químicos posteriores, el término se refería a distintas partes de los aparatos usados para la destilación. 
Esquemas de alambiques aparecen en los trabajos de Cleopatra la Alquimista, Sinesio y Zósimo de Panópolis. Había alambiques con dos o tres recipientes de recogida. Según Zósimo de Panópolis, el alambique fue inventado por María la Judía, una alquimista e inventora que vivió aproximadamente en los siglos I y III. María también desarrolló, entre otras cosas, la técnica conocida como "baño María".
El alambique es descrito por el agrónomo andalusí al-Awwam en su Libro de la agricultura, donde explica cómo se destila agua de rosas. También se lo menciona en La llave a las ciencias de al-Khwarizmi y en el Libro de los secretos, de al-Razi. En las traducciones latinas se encuentran algunas ilustraciones que son atribuidas a Pseudo-Geber.
Es una herramienta de destilación simple que está constituida por una caldera o retorta, donde se calienta la mezcla. Los vapores emitidos salen por la parte superior y se enfrían en un serpentín situado en un recipiente refrigerado por agua. El líquido resultante se recoge en el depósito final. 
El proceso consiste en que evaporan primero los fluidos con menor temperatura de cambio de estado, por lo que, tras la condensación, se encuentran en el medio final más concentrados. De este modo se concentran aromas o alcoholes.
Los alambiques de laboratorio suelen ser de vidrio, pero los utilizados para destilar bebidas alcohólicas se fabrican normalmente de cobre, porque este material no proporciona sabor al alcohol, resiste los ácidos y conduce bien el calor.
Cuando se destilan líquidos procedentes de la fermentación alcohólica de frutas, como el alcohol hierve a una temperatura (80 °C), inferior a la del agua, los vapores que primero se forman son los de aquel, aunque mezclados con una pequeña proporción de agua, y se consigue destilar una sustancia con mayor grado alcohólico que la original. 
La idea básica sería calentar la mezcla a destilar en la caldera. Al aumentar la temperatura se separan los productos más volátiles que empezarán a ascender, desde el capitel, que debe tener un volumen determinado en relación con el de la caldera, para evitar la condensación del líquido evaporado, y de ahí al cuello de cisne, muchas veces transformado en un serpentín en el que el vapor condensa por reducción de la temperatura, y se recolecta en el recipiente final en forma líquida, ayudado por el conjunto de refrigeración.
El símbolo del alambique es Unicode U+2697 ALEMBIC 